# Oro nórdico
| Metal         | Porcentaje |
| Cobre (Cu)    | 89 %       |
| Aluminio (Al) | 5 %        |
| Zinc (Zn)     | 5 %        |
| Estaño (Sn)   | 1 %        |

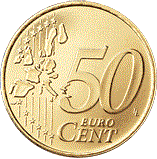
Moneda de 50 céntimos de euro hecha de oro nórdico.

El oro nórdico es la aleación de que están formadas las monedas de 50, 20 y 10 céntimos de euro. También se ha empleado durante cierto periodo de tiempo en otros países, como en la moneda de 10 coronas suecas.
A pesar de lo que indica su nombre, no contiene oro, y su composición es la que figura en la tabla adjunta. 
Su color y peso son diferentes al del oro puro. No es alergénico; otras de sus ventajas son sus atributos antimicóticos y débilmente antimicrobianos (especialmente tras la abrasión), y su resistencia al deslustre. 
El oro nórdico fue desarrollado por Mariann Sundberg mientras trabajaba en la empresa finlandesa de metales Outokumpu.